# スピード&ラブ
スピード&ラブ(泰題: เร็วโหด..เหมือนโกรธเธอ , 英題: FAST & FEEL LOVE) は、タイのコメディ映画である。ナワポン・タムロンラタナリットによる監督・脚本。ナット・キッチャリットとウッラサヤー・セパーバンが主演し、2022年4月6日にGDH 559の映画として初公開された。

## あらすじ
2005年、ボンクラばかりの高校生たちの中でも最も劣等生だったカオは、唯一の特技であるもののマイナースポーツであるスポーツスタッキングにかけ、世界記録を更新することで生計を立てようと考えていた。植物好きだが、英語以外の成績は壊滅的なジェイは、放課後の教室でスタッキングの練習をしているカオに話しかけ、自分が世話好きであること、夢を応援することが好きであることに気が付く。
2010年、2012年、2015年とカオは着実に記録を伸ばしていた。練習はカオの実家である食堂の2階で行われていたが、カオがスタッキングに専念できるよう、ジェイは積極的にサポートしていた。
そんなジェイに、カオは静かな家を共同購入して引っ越すことを提案するが、実際の購入はジェイに丸投げする。先行投資と割り切ってさらなるサポートをしたジェイのおかげもあり、2018年、ついにカオはシカゴで行われた世界大会で世界記録を更新する。
2019年、事態は大きく一変する。世界のどこでも参加できるよう、大会がオンライン開催になったのだった。それは、自宅が競技場そのものになることも意味していた。勝者にはさらに伝導者としての3年間の活動も保証されるため、カオはジェイに「勝ったらアメリカに移住しよう」と提案する。ジェイの友人・ヤムはその勢いに怖さを感じるが、ジェイはさらなるサポートを続けようとする。
ところが、ある日買い物に行ったジェイは、思わず赤ちゃん用品を山ほど買い込んで帰ってきてしまう。30になったジェイが子供を欲しがっていることについて、ヤムは「世話好きなジェイが子供を欲しがるのは驚くことではない」と言うが、子供が静寂な環境の邪魔になることは明らかであり、ジェイは葛藤しはじめる。
オンライン大会の締め切り60日前、カオの悩みはトップではあるものの、目標の4.7秒を切ることが出来ないことだった。そんななか、新人でコロンビア在住の10歳の子供、エドワードが4.7秒を切ったことが明らかになる。夏休みで時間があり、最良の環境下でこれ以上の記録に更新する可能性もあるなか、カオは焦る。赤ちゃんの相談をしようとしたジェイをあしらったことで、ジェイの葛藤は決定的になり、家を出る。
ジェイがいなくなった家で、カオは家事が何一つ出来ないことに気がつく。ポンプの故障にも対処できず、ジェイに降参するが、仲直りの場でのジェイの言葉をカオは素直に聞くことが出来ない。ジェイは呆れ、植物の世話をすること、電気代を払うこと、投資信託を買うこと、そしてカオが牛乳アレルギーであることを指摘してその場を去る。ジェイは人工授精のできる病院に相談に行き、人工授精には金がかかることと、父親がいなくても精子バンクから購入が可能なことを聞き、金の捻出のために家を手放すことを決心する。
ジェイに頼れなくなったカオは、スタッキングのスクールで掃除をしていたメタルに目をつけ、家政婦として雇う。メタルは有能であり、サラダ作りの腕はジェイよりも上でもあった。メタルは運転手と英語教師として韓国人のカンとウーも雇うことを提案し、カオはそれにも乗る。一見ジェイのときよりも好環境になったように見えたが、メタルは牛乳アレルギーのことを知らず、カオはそのせいで病院に運び込まれる。
病院でカオはジェイと再会する。ジェイは、アメリカには同行しないと宣言し、最後に自分なしで生きる術を教えると言い、自分のサポートなしで好記録を出すほうがいいとも言う。
締め切り37日前、ジェイはカオに買い物の問い合わせ方をはじめ、家事の数々を教える。カンとウーをクビにし、最後にいくつかの緊急連絡先を教える。1週間かけて教わったあとに、カオは謝り、ジェイのしたいことはなんでもすると言うと、カオは不動産売買の委任状にサインするよう持ち出す。スタッキングを止めると言い出したカオに、ジェイは自分がしたいことは赤ちゃんを手に入れることだと明かす。カオは協力すると言い出すが、ジェイはそれが口先だけのことだと指摘し、怒ったカオは委任状を燃やすが、ジェイは過去に手に入れていた白紙委任状に書き込んで家を売ることを宣言する。早速内見に来た希望者をジェイが案内しようとしたが、カオは家の鍵を交換して入れなくしていた。
締め切り28日前、カオは記録を0.2秒も落としていたが、エドワードは逆に記録を縮めていた。カオが勝つ方に賭けていたスクールの経営者・ポーに嘆かれつつ家に帰ると、ジェイがさらに家の鍵を交換しておりカオは締め出される。予告編の雰囲気と違って、ここまでスタッキングシーンが20%もなかったことを、カオは視聴者に嘆く。
実家に帰ったカオは母親の参拝に付き合わされて練習が全く出来ない。しかし、母が参拝している理由が自分の勝利祈願であること、さらにその参拝にこれまではジェイが付き合っていたことを聞く。改めてジェイのFacebookの過去の投稿を眺めたカオは、ジェイに電話し、家を売ることに同意する。内見の対応のために、カオは家に戻って住むことになる。
家の購入希望者が内見に来て、不器用ながらもカオは部屋を案内する。彼らの言葉に何かを感じたカオは、家を売ることを躊躇し、その代わりに金を手に入れようと考える。ポーは暗号通貨を勧めるが、カオはそれは全く理解出来なかったことで、自分にできることはエドワードの記録を破ることだけだと気が付き、締め切り20日前に改めてスタッキングに挑戦を再開する。しかし、その記録はこれまでよりも数秒落ちる論外のものだった。しょげかえって教室も開けないカオに、カオに闘志を剥き出しにしていた生徒のパイ・リウがビデオクリップを見せる。それは、彼女が3秒台と、段違いのスピードを達成した記録の動画だった。大会に出るつもりはないという彼女にカオは師事する。
締め切り15日前、カオはパイ・リウに、雑事がスタッキングの邪魔をするという悩みを語る。パイ・リウは、スタッキングは1人でやるスポーツに見えて、実はチーム戦であると語り、自分からそれを構築すべきと語る。果たして、そこにメタル、ポー、カオの母が集まってくる。カオはメタルに家事を、カオの母にタン・ブンで徳を積むことを、ポーに自分の母のサポートをお願いし、チャレンジを始める。
未払いの電気料金の支払いなど、雑事はメタルのこなせる量を越えて溜まっており、カオは練習がまともに出来ない。締め切り3日前、ジェイから電話がかかってくる。投資信託の購入確認だった。諦めかけたカオの元に、クビにしたカンとウーが戻ってくる。彼らの助けを借りて、なんとかカオは用事をこなす。すっかり消耗したカオに、パイ・リウは自分が好記録を出したときも両親の離婚を巡る喧嘩の最中であったことを語り、好記録は好条件でない時に出るものであることを示唆する。
母親の2度に渡る大きなタン・ブンも虚しく、購入希望のソムヨス氏に家は売れてしまう。それはカオとジェイの完全な別れも意味していた。その状況にパイ・リウは、最高の条件が揃ったと語る。実際カオがスタッキングに挑戦すると、念願だった4.7秒切りを果たす結果を示す。さらにパイ・リウがハッパをかけ、カオは100分の1秒単位で次々と記録を更新していく。締め切り1時間前、カオは世界1位の記録を更新する。それに触発されたエドワードは締め切り5分前、それを10分の1秒単位で更新してのけるが、記録動画をアップロードすることなく、大会は終了する。
新年の連休明け、銀行の店頭でカオはジェイと再会する。ジェイは自分なしでカオが優勝できたことを喜ぶが、カオはジェイなしでは自分が勝てなかったと、これまでジェイの時間を奪っていたことを謝罪する。そして、支払いのために銀行に来ていたソムヨス氏に、別の人が支払ってしまったので家は売れない、と告げる。
家を購入するのは、カオだった。あの家は1人で住むには広すぎると指摘するジェイに、カオは、2人の思い出が残っているからあの家がいいのだ、別れても時々遊びに来てくれと語る。しかし、特によりが戻ることはなく、家はカオの単独所有になる。ジェイがその家に戻ることはついになかった。
優勝が決まり、アメリカに行くことになったカオに、ポーは賭けに勝ったお礼をいい、しかしスタッキングの講師がいなくなると嘆く。カオはパイ・リウを後任の講師として紹介する。メタルはカオの実家で家政婦として働き始め、カオの母とともにカンの運転でタン・ブンに出かける。
家事をなんなく1人でこなすカオは、視聴者に続編では全編スタッキングシーンにすることを宣言し、アメリカに発つ。

## 出演
- ナット・キッチャリット : カオ。主人公。スポーツスタッキングの2018年世界大会勝者。静穏な環境がスタッキングに必要と考えており、恋愛を含めた雑事を"ドラマ"として静穏を乱すものだと考えている。
- ウッラサヤー・セパーバン : ジェイ。カオの恋人としてカオに献身的に尽くす。言葉の半分ほどに英語が混じるが、他人から「外国人」と言われるのを嫌っている。世話好きであり、30歳あたりで自分が子供を欲しがっていることに気がつく。
- Anusara Korsamphan : メタル。カオが講師を務めるスタッキング教室の清掃婦だったが、カオの家政婦になる。家政婦としては全般的に有能だが、蛇が苦手。
- Wipawee Patnasiri : ポー。カオが講師を務めるスタッキング教室の経営者。生徒の母親と、カオが2019年大会で優勝できるかどうかで賭けをしている。投資にも詳しい。
- Kanokwan Butrachart : カオの母。自宅はクァイティオ店で、そこの店主をしている。足が弱いが、信心深く、徳を積んでの願いはカオのことばかりだった。
- Keetapat Pongruea : パイ・リウ。カオが講師を務めるスタッキング教室の生徒の1人。終始カオには反抗的。カオよりも好記録を叩き出したが大会に出るつもりはなく、カオにスタッキングを指導することになる。
- Joohong Lee : カン。韓国人の運転手。
- Chanyoung Kim : ウー。韓国人の英語教師。投資信託の購入経験もある。
- Napak Tricharoendej : ヤム。ジェイの友人。既に2人の子供がおり、ジェイが家を出たときにも迎え入れる。
- Joshua Ugochukwu Ezunagu: エドワード。コロンビア在住の10歳の子供で、父親は物流関係、母親はナイジェリア人。カオの持っていた世界記録を夏休みを利用して更新し、どこからか手に入れたカオの電話番号宛に度々ライバルとしての電話をかけてくる。
- Akeathit Usapanich : ソムヨス。カオとジェイの家を内見に来た客の1人。恋人と住む家を探していたが、カオの母の信心もあってか、恋人はカオの家を買うことを度々躊躇する。その躊躇を振り切るためにカオに購入の予約を告げる。

## 製作
FAST & FEEL Love のキャスト発表と撮影開始は2021年10月24日のことだった。監督・脚本を務めるナワポン・タムロンラタナリットは、映画はこれまでのものより簡潔なものになると語り、30 代の人々の日常生活をベースに、身近な話をピックアップし、それをスポーツスタッキングを通じて伝えるアクション映画を提示するつもりだと語った 。
新型コロナウィルスのパンデミックのため、共同演技トライアルのほとんどはZoomで開催された。 主役の1人であるウッラサヤーは、「私はロックバンドを聴くが、イマジン・ドラゴンズがたいてい役に近づく助けとなった」 と語った。

## 音楽
FAST ＆ FEEL LOVE で流れる主な曲は2曲ある。 1つはTang Bad Voiceが歌う「I Will Follow My Dream」であり、彼自身が作詞・作曲・プロデュースも行っている。歌の内容は、夢を追いかけようとするドリームハンターの話であるが、解決しなければならない物事がたくさんあり、自分の夢を追う時間がなくなってしまう、映画の内容を面白く解釈した内容となっている。もう1曲は、SUPERBAKERが歌っていた「บ้านของหัวใจ」をNADIAがカバーしたもので、これは彼女の2007年のアルバム「ของฝากจากทะเล」に以来の曲となる。
映画ではサウンドトラックとして、この2曲の他にブラームスの"子守唄"、BLODDY SUNDAYの"CELESTIAL"、岡野貞一の"朧月夜"がクレジットされている。

## 公開
最初の予告編は2022年3月7日に公開された。 3月17日にはエムクオーティエの Qスタジアムで記者会見が行われ、この様子はGDHのFacebookアカウントで生放送された。また、ウェブサイト上では、同日に完全な映画の予告編が公開された 。
FAST ＆ FEEL LOVEは、2022年4月6日に映画館で一般上映、同日に特別上映が サイアム パラゴンショッピング センターにあるパラゴン・シネプレックス、およびファッションホールで開催された。
この映画は、2022年7月15日にニューヨーク市のリンカーン・センターで開催される第21回ニューヨーク・アジアン・フィルム・フェスティバル (NYAFF)の、オープニング作品に選ばれた。

### 日本での公開
日本では、2023年2月3日まで、映画祭を含め劇場公開されていない。
2023年1月31日頃より、"スピード&ラブ"の題名で、NETFLIXでの公開国範囲に日本が加えられた。NETFLIXでの公開は日本語字幕を含み、日本語字幕の作成者は本田 久乃。

## 反応
Workpoint Todayの Wadfan Kunawong は"この映画は考えさせられ、楽しい映画であり、日々変わる人生のなかで戦う30代の大人の人生を反映している"と書き、またナットの演技がコメディとシリアスのバランスがとれていると称賛した。彼女は、ウッラサヤーが今まで見せた中で最高のパフォーマンスをしているとも賞賛している 。GQ Thailandの Noppadol Phonsilp も同様に彼女のことを、彼女の人生で最高の章の 1 つだと称賛した。いっぽう、 ネーウ・ナー新聞はこの映画に 7/10 の評価を与え、「残念ながら、ドラマ、アクション、コメディがうまく混ざり合っていない。それらはお互いに完全に分離されているように見え、映画が分裂している」と評価した。また、主題にスポーツスタッキングを持ってきたことについて、ナワポンは観客の理解を難しくし「見れば見るほどつまらない」 とも評した。

### 受賞
| 映画祭                         | カテゴリー             | 受賞者                   | 結果       | 出典          |
| ------------------------------ | ---------------------- | ------------------------ | ---------- | ------------- |
| 第21回ニューヨークアジア映画祭 | Rising Star Asia Award | ウッラサヤー・セパーバン | 受賞       | [ 18 ] [ 19 ] |
| 第21回ニューヨークアジア映画祭 | Uncaged Award          | FAST & FEEL LOVE         | ノミネート | [ 18 ] [ 19 ] |

## その他の情報源
- スピード&ラブ - IMDb（英語）
- เร็วโหด..เหมือนโกรธเธอ ที่บ็อกซ์ออฟฟิศโมโจ